# Station Moers
Station Moers is een treinstation in de Duitse plaats Moers en ligt aan de spoorlijn Rheinhausen - Kleve en aan de voormalige spoorlijnen Moers - Homberg en Moers - Viersen.